# بلة سر
بلة سر (بالفارسية: بله سر) هي قرية تقع في البلدة المركزية في إيران.